# Elena Alfaro
Pour les articles homonymes, voir Alfaro.
Elena Isabel Alfaro, née le 22 avril 1952 dans la ville de La Plata, près de Buenos-Aires en Argentine, est une ancienne disparue, détenue et rescapée du centre clandestin de détention El Vesubio, dans lequel elle resta sept mois, lors de la dictature militaire en Argentine qui a duré de 1976 à 1983. Elle est l'une des témoins clés du procès des officiers du camp d'El Vesubio qui s'est ouvert fin février 2010 et terminé en été 2011.

## Biographie
Lorsqu'elle est jeune, Elena Alfaro est élue Reines des blés de La Pampa, une province du centre de l'Argentine.

### Contexte: le coup d’État du 24 mars 1976 et la répression de l'opposition
Après le coup d’État du 24 mars 1976 qui a lieu contre le gouvernement d'Isabel Perón, la junte militaire, mise en place et dirigée par le général Videla, nomme son mouvement le « Processus de Réorganisation Nationale » (« Proceso de Reorganizacion Nacional ») et souhaite refondre la société en proposant la création d'une nouvelle classe dirigeante et d'un nouvel ordre politique et social, la prise en compte de l'armée dans le système politique, ainsi que le rassemblement de la société autour de valeurs nationales. La première résolution de la junte prive de droits politiques de nombreuses personnalités. En parallèle, la junte organise, de manière organisée et méthodique, la répression massive et violentes des opposants via l'Opération Condor.
À ce moment-là, Elena Alfaro étudie l'orthodontie, est militante de gauche et mariée à Luis Alberto Fabbri, dirigeant syndical et rédacteur en chef du journal d'opposition La Respuesta. Le journal dénonce les disparitions qui surviennent dans le pays depuis quelques années déjà. Ils sont donc vus comme des opposants au pouvoir en place.

### Enlèvement, détention et tortures au camp El Vesubio (1977)

#### L'enlèvement (19 avril 1977)
Elena Alfaro a vingt-cinq ans et est enceinte de quatre mois lorsqu'elle est enlevée dans la nuit du 19 avril 1977, à son domicile situé dans le quartier Boedo à Buenos-Aires. Son mari est arrêté quelques heures plus tôt, à 16 heures, sur une voie publique de la capitale argentine,. Ne voyant pas son mari revenir, elle prend conscience du danger qu'elle court mais préfère suivre les recommandations de son médecin qui lui a prescrit du repos pour son bébé. Elle décide donc de rester chez elle.
Les hommes qui l'enlèvent sont sous l'autorité du général Benjamín Menéndez et lourdement armés. Ils la forcent à sortir en chemise de nuit avant de la mettre dans une voiture, ruban adhésif sur les yeux. Au cours de l'enlèvement, Elena Alfaro est violemment battue et ses effets personnels sont volés par les militaires qui lui confient qu'ils l’emmènent dans un endroit où son mari est retenu.

#### La détention et les conditions de vie dans le camp d'El Vesubio (19 avril au 4 novembre 1977)

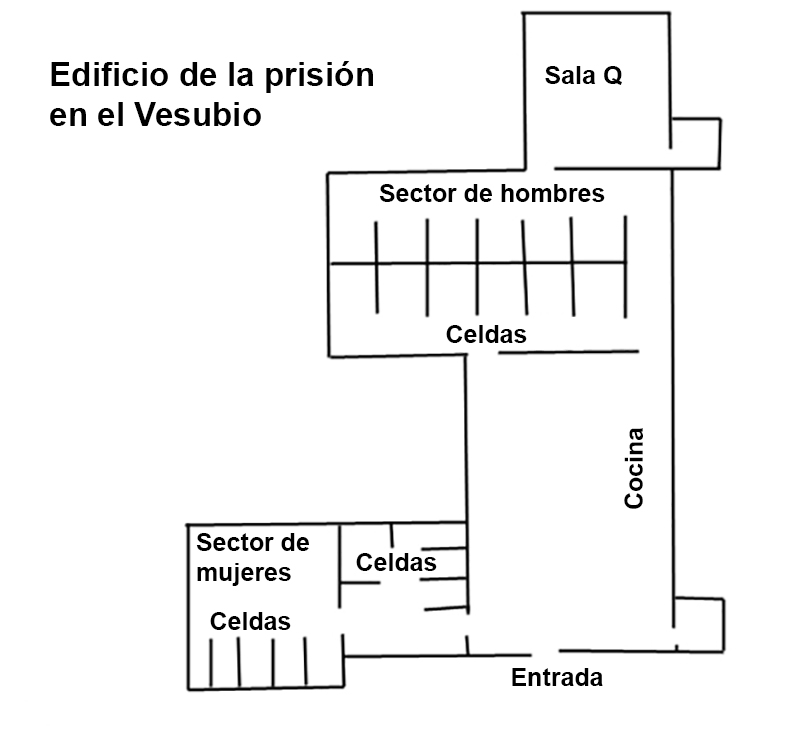
Plan du centre de détention clandestin d'El Vesubio.

Elle est emmenée au camp de détention El Vesubio, l'un des six-cent centres clandestin de détention, torture et extermination mis en place par la junte militaire et dirigé par le colonel Pedro Alberto Durán Sáenz. Le camp est situé dans la ville de La Matanza et est réputé comme étant l'un des pires centres de torture de l'Argentine, aux côtés de l'École supérieure de mécanique de la Marine (ESMA).
À son arrivée, le nom « O Ocho » (O8) lui est attribué, lui faisant perdre toute identité. Attachée à un lit dans la salle de torture nommée « l'infirmerie », elle assiste à la torture de son mari qui assiste également à la sienne. Aucune question ne lui est posée ; le but étant que son partenaire entende ses cris et vice-versa. Après la séance de torture, le couple est attaché ensemble sur un lit.
Le vendredi 22 avril 1977, soit quatre jours après son arrestation et alors qu'elle est enfermée dans une salle de torture, Elena Alfaro a vingt-cinq ans,. Elle subit de multiples sévices malgré le fait qu'elle soit enceinte. Face à ses cris, les militaires lui répondent qu'ils vont tuer son fils.
Le 23 mai, les militaires appellent les détenus un à un afin de les rassembler dans une cuisine. Seize prisonniers, dont son mari, sont préparées afin d'être transférées dans un autre lieu. C'est la dernière fois qu'Elena Alfaro voit son mari qui est retrouvé mort le lendemain, le 24 mai, lors d'un affrontement à Monte Grande.
Après plusieurs jours passés dans la salle de torture, Elena Alfaro est emmenée dans un bâtiment où les hommes et femmes sont séparés et logés dans de petites chambres. Dans les chambres se trouvent des cabines étroites nommées « cuchas » et délimitées par des cloisons en bois. D'après le témoignage d'Elena Alfaro, les conditions de détention sont inhumaines : les prisonniers y sont allongés à même le sol, encapuchonnés et attachés avec une menotte à un anneau accroché dans le socle. Ils ne mangent qu'une portion de riz avarié par jour et ne peuvent pas faire leurs besoins quand ils le souhaitent. Les femmes sont parfois déshabillées avant la douche et laissées à la merci des agissements des gardiens. Beaucoup de femmes sont ainsi violées.
Elena Alfaro est, elle-même, violée par le colonel et commandant du camp Pedro Alberto Durán Sáenz à de nombreuses reprises et alors qu'elle est enceinte. Le premier viol a lieu le 20 juin 1977, jour de la fête nationale argentine, lorsque le commandant l'emmène de force dans sa chambre. Ligotée nue au lit, il la laisse ainsi jusqu'au lendemain soir, sans qu'elle puisse manger ou boire. Durant sa détention au camp, elle est également violée par le lieutenant-colonel Franco Luque.
En septembre 1977, un médecin kidnappé et enfermé au camp lui annonce qu'elle risque d'accoucher. Elle est alors emmenée à l'hôpital de Campo de Mayo qui sert de lieu clandestin d'accouchement. La procédure du Campo de Mayo est la suivante : l'accouchement est déclenché par césarienne et les nouveau-nés sont ensuite dérobés aux mains de leurs parents pour être remis à des familles favorables au régime. Une fois sur place, Elena Alfaro reste quelques jours menottée à un lit d'hôpital. Le médecin qui l'examine lui annonce qu'elle n'est par à terme et la renvoie au camp d'El Vesubio.
Au cours de sa détention, elle fait la connaissance de Françoise Dauthier, une Française enlevée en octobre 1977 et séquestrée dans le camp avec ses deux filles, Clarisa Martinez, 3 ans, et Natalia Martinez, 6 mois. Lorsque leur mère est torturée par les militaires, Elena Alfaro s'occupe des deux fillettes. Françoise Dauthier est portée disparue depuis son enlèvement.

#### La libération du camp d'El Vesubio (novembre 1977) et la vie d'après
En novembre 1977, Elena Alfaro supplie les militaires de lui laisser son enfant lorsqu'il naîtra et, peu de temps après, le général Guillermo Súarez Mason la libère. Elena Alfaro rejoint alors sa tante et loge à La Plata mais elle a l'obligation de tout oublier et de ne rien dire.
Elle accouche de son fils, Luis Felipe, vingt jours plus tard.
Malgré sa libération du camp, Elena Alfaro n'est pas libre de ses faits et gestes puisque tous ses déplacements sont surveillés. De plus, le commandant Pedro Alberto Durán Sáenz continue à lui rendre visite pour la violer et lorsqu'il part aux États-Unis, c'est son frère qui rend visite à Elena Alfaro afin de la violer à son tour. Elle est également régulièrement menacée par la police.
Elena Alfaro souffre de nombreuses séquelles à la suite des tortures. Après sa libération, elle subit cinq interventions chirurgicales au bras et à la main gauche.

#### La fuite vers l'Europe et la vie en France (mars 1982 aux années 2000)
En mars 1982, elle profite de la guerre des Malouines pour demander un visa touristique  et prétend partir en vacances en Europe dans l'objectif de s'enfuir. Elle ne souhaite pas aller en Espagne à cause de la dictature menée par Franco et décide d'aller en France. Elle demande l'asile politique et très vite, elle apprend le français, suit des études en recherches médicales et devient militante des droits des femmes.
Travaillant à Lyon comme aide-soignante, elle obtient la nationalité française en 1991 en parallèle de l'obtention de son diplôme d'études approfondies de génie en biologie médicale.
En France, les familles des disparus forment une association et manifestent devant l'ambassade d'Argentine à Paris. Elena Alfaro soutient et accompagne l'association avec laquelle elle reconstitue les parcours des disparus. Un jour, alors qu'elle rend visite à un couple, elle reconnaît une jeune femme tenant la main à ses filles sur une photographie : c'est Françoise Dauthier. Elle affirme alors être persuadée que cette dernière était encore vivante lorsqu'elle - Elena - quitta le camp en novembre 1977 puisqu'il lui arrivait souvent d'entendre les gardiens évoquer « la Francesa ». Néanmoins, le couple n'a plus aucune nouvelle de leur fille depuis que leurs petites-filles, Clarisa et Natalia, ont été rendues à leurs grands-parents paternels, le 21 novembre, soit un mois après leur arrivée dans le camp. Françoise Dauthier fait partie des 18 Français portés disparus.

### Elena Alfaro, «en quête de vérité et de justice»
À sa libération, elle fait une promesse à une autre détenue : celle de témoigner des tortures, des disparitions et des meurtres. Alors, une fois en sécurité, elle témoigne des horreurs commises lors de la dictature argentine devant la Commission des droits de l'homme des Nations Unies et de l'ONU, devant Amnesty International, devant l'association des Grands-mères de la place de Mai, une association regroupant de nombreuses grands-mères recherchant leurs petits-enfants enlevés à la naissance, devant le président François Mitterrand, devant les justices allemande et italienne qui instruisent la mort de leurs ressortissants, et devant Baltasar Garzón, un juge espagnol qui enquête sur les crimes du général Pinochet.
À ces différentes occasions, Elena Alfaro cite plusieurs personnes qu'elle a côtoyé au camp d'El Vesubio et décrit ce qu'ils ont vécu. Elle identifie également plusieurs militaires qui ont participé aux violences du camp, parmi lesquels : le général Guillermo Súarez Mason qui a participé à sa libération ; le lieutenant-colonel Franco Luque qui avait pour habitude de visiter le camp la nuit en état d'ébriété afin d'harceler et violer les prisonniers et qui a forcé Elena Alfaro à baptiser son fils à son nom ; le colonel Pedro Alberto Durán Sáenz, chef du camp d'El Vesubio, qui violait les femmes prisonnières du camp, Elena Alfaro étant l'une de ses principales victimes.

#### Le procès de la junte militaire argentine (1985)
Le procès de la junte argentine se tient du 22 avril au 9 décembre 1985 et vise à condamner les principaux organisateurs de la dictature militaire en Argentine ayant participé à l'Opération Condor et à la guerre sale.
Elena Alfaro témoigne devant six juges et affirme qu'elle a été violée au camp d'El Vesubio. Elle décrit les viols qu'elle et six autres femmes ont subi dans ce qu'elle appelle « le harem de Sáenz ». Le président du tribunal, Dr Jorge Valerga Aráoz ne répond rien à son témoignage et les avocats de la défense l'accusent de mœurs légères et de trahison. Certaines personnes présentes à l'audience affirment qu'elle a survécu en couchant avec des militaires. L'expérience est traumatisante.
Seuls cinq des neufs militaires mis en accusation sont condamnés. Entre 1989 et 1990, le président Carlos Menem leur pardonne et les gracie.

#### Le tournant de 2005 et la relance des procès
En 2005, la Cour constitutionnelle argentine déclare anti-constitutionnelle les lois d'amnistie passées sous Carlos Menem.
En décembre 2008, la présidente Cristina Kirchner affirme qu'il est scandaleux d'ordonner la libération de vingt-et-uns militaires accusés de crime contre l'humanité, en opposition à la décision de la Chambre nationale de cassation pénale.
Début janvier 2010, Cristina Kirchner signe un décret qui déclassifie l'ensemble des archives produites entre 1976 et 1983 afin d'en permettre l'utilisation par les magistrats.

#### Le procès d'El Vesubio (de 1998 à juillet 2011)
Elena Alfaro dépose une plainte pour « enlèvement et séquestration accompagnée de tortures » en 1998 contre les militaires argentins de la junte aux côtés de familles de disparus, dont la famille de Françoise Dauthier, défendues par maître William Bourdon. Une instruction est ouverte mais rien n'avance.
Le combat d'Elena Alfaro n'est pas seulement celui de faire condamner les hommes responsables des horreurs commises au camp d'El Vesubio, mais bien de faire reconnaître les agressions sexuels contre les femmes comme des crimes contre l'humanité,. Elle estime que « le gouvernement argentin veut entendre sa vérité et non pas ma [sic Elena Alfaro] vérité ».

##### L'inculpation et l'arrestation des militaires (2006)
Après l'annulation des lois d'amnistie, la justice argentine ordonne dès 2006 l'inculpation et l'arrestation de huit militaires chargés du camp d'El Vesubio, parmi lesquels le général Hector Gamen, le colonel Pedro Alberto Durán Sáenz, le chef du centre José Néstor Maidana, le colonel Hugo Pascarelli.

##### Le refus de la France d'être partie civile au procès (années 2000)
En 2003, la France a retiré son soutien à la politique des droits de l'homme mise en place par les autorités argentines mais refuse de se constituer partie civile au procès d'El Vesubio, malgré les nombreuses demandes d'Elena Alfaro.
En effet, au cours des années 2000, elle intervient auprès des députés Arnaud Montebourg, Jean-Marc Ayrault et Alain Vidalies, des ministres Bernard Kouchner et Michèle Alliot-Marie et même du président Sarkozy pour affirmer la nécessité que la France se constitue partie civile. Michèle Alliot-Marie, alors ministre de la justice, lui répond que « l’État français ne subit aucun préjudice direct et personnel ». Pourtant, dix huit français ont disparu en Argentine, entre 1976 et 1983, et Elena en a cotoyé deux : Françoise Dauthier et Juan Marcelo Soler Guinard, un ancien prêtre Français qui avait quitté l'ordre, écœuré par la collaboration de l’Église avec la junte militaire, et s'était reconverti dans le bâtiment avant d'être enlevée avec sa femme Graciela en avril 1977.
Le Quai d'Orsay, en réponse aux demandes d'Elena Alfaro, affirme que la France est attentive au sort des disparus et qu'elle a fait sa part en demandant l'extradition du capitaine Astiz, surnommé l'Ange blonde de la mort. De plus, il affirme qu'il est trop tard pour la France de se porter partie civile puisque l'instruction est close depuis décembre 2007. Toutefois, selon Elena Alfaro, le tribunal argentin peut accepter la demande tardive d'un État dans le cadre de crimes contre l'humanité.
En parallèle, l'Allemagne se porte partie civile pour la détention et la mort d'Elisabeth Käsemann, une jeune sociologue allemande disparue puis assassinée à El Vesubio. C'en est de même pour l'Italie et l'Espagne.

##### Le procès d'El Vesubio (février 2010 à juillet 2011)
Le procès des huit militaires s'ouvre fin février 2010 dans le tribunal oral fédéral numéro 4 de Buenos Aires, en Argentine. Les militaires sont accusés de 156 délits pénaux, dont 75 disparitions forcées et 17 personnes sommairement fusillées.
Plus de trois-cent personnes témoignent au procès d'El Vesubio et Elena Alfaro est l'une des témoins clés. N'ayant aucune protection judiciaire en Argentine, elle témoigne en dernière par visioconférence depuis l'organisation non-gouvernementale CCFD-Terre Solidaire, à Paris. Son témoignage dure dix heures et elle y livre l'enlèvement, les tortures, les conditions de détention, les humiliations et les personnes croisées au cours de son séjour au camp d'El Vesubio. Le témoignage est une véritable épreuve pour Elena Alfaro qui n'est pas épargnée par les questions des juges, pourtant, féminines. Selon elle, elle est « un caillou dans la chaussure des autorités judiciaires étatiques ».
La fille de Françoise Dauthier, Clarisa Martinez, assiste au procès et au témoignage d'Elena Alfaro.
En juillet 2011, le verdict tombe : l'ancien général Hector Gamen et l'ancien colonel Hugo Pascarelli sont condamnés à la détention à perpétuité pour homicides aggravés, détention illégale et tortures.

### Des témoignages pour la mémoire
Depuis qu'elle est en France, Elena Alfaro témoigne aussi souvent qu'elle le peut, dans des collèges ou des conférences. Elle défend l'humanisme et les valeurs de la République, tout comme le combat pour le droit des femmes. Dans ses discours, elle partage son histoire puis encourage son public à ne pas se laisser emporter par la haine et les idées d'extrême droite. Elle affirme que la démocratie est fragile et ce, même dans un pays comme la France.

## Distinction
- Chevalier de la Légion d'honneur. Nommée par décret du 14 avril 2006[21]. Elle reçoit cette distinction par Lucie Aubrac qui la reconnaît alors comme « sa petite sœur en résistance »[22].

### À propos d'Elena Alfaro
- Christina Lamb, Nos corps, leur champ de bataille - ce que la guerre fait aux femmes, Paris, Harper Collins, 2021, 537 p  (ISBN 9791033909019)[1].